# Veere (gmina)
Veere – gmina w prowincji Zelandia w Holandii. Według spisu ludności ze stycznia 2014 roku gmina liczy 21 882 osób. Siedzibą władz jest Veere. Zarządzającym jest Rob van der Zwaag.

## Miasta
- Aagtekerke (liczba ludności w 2003 roku: 1479)
- Biggekerke (895)
- Domburg (1481)
- Gapinge (522)
- Grijpskerke (1377)
- Joossesweg (20)
- Koudekerke (3620)
- Meliskerke (1477)
- Oostkapelle (2451)
- Serooskerke (1833)
- Veere (1520)
- Vrouwenpolder (1125)
- Westkapelle (2672)
- Zoutelande (1593)